# Amara (Ammoleirus)
Amara (Ammoleirus) – podrodzaj rodzaju Amara, chrząszczy z  rodziny biegaczowatych i podrodziny Pterostichinae.

## Taksonomia
Takson został opisany w 1899 roku przez Tichona Siergiejewicza Cziczerina. Gatunkiem typowym jest Leirus megacephalus Gebler, 1829.

## Występowanie
Przedstawiciele podrodzaju zamieszkują Kazachstan, Rosję, Mongolię i Chiny. Do fauny europejskiej zalicza się tylko A. megacephala

## Systematyka
Do tego podrodzaju należą 2 opisane gatunki:
- Amara helva Tschitscherine, 1898
- Amara megacephala Gebler, 1829